# La Alcarria

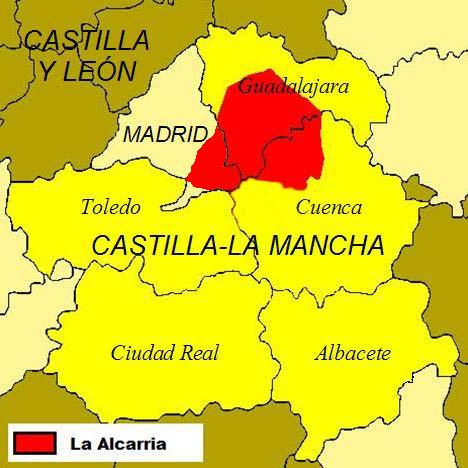
La Alcarria.

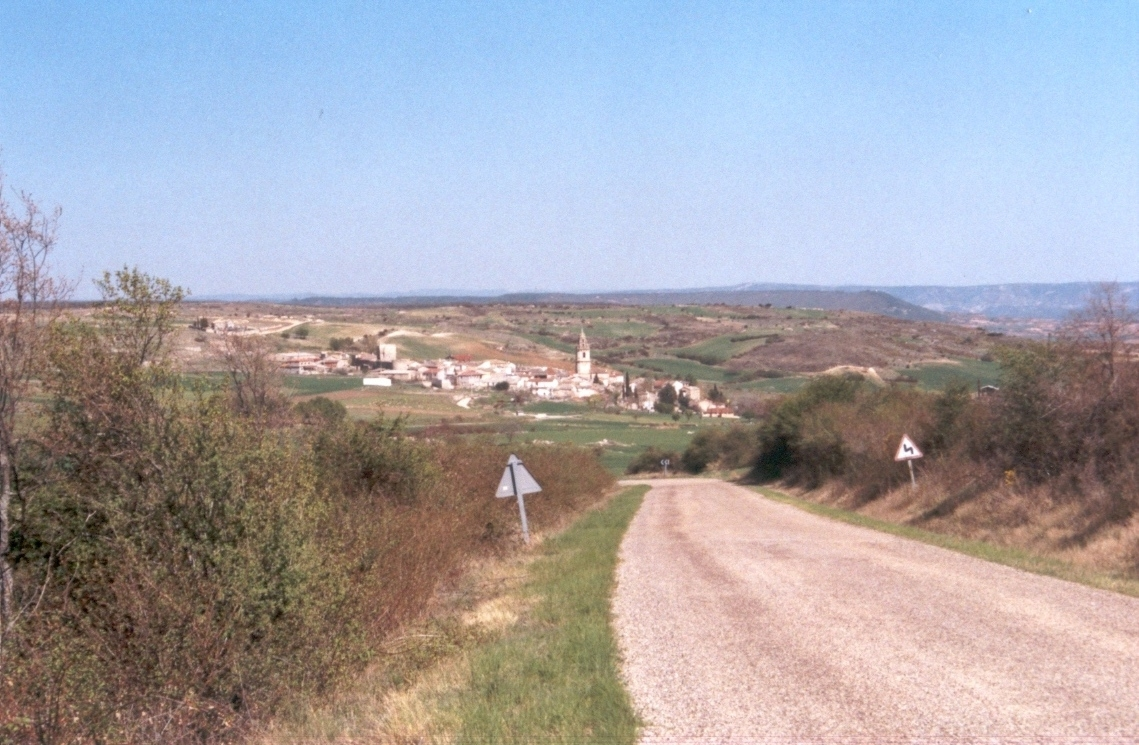
La Alcarria em Escamilla.

La Alcarria  é uma região natural no centro da Espanha. Estende-se principalmente ao longo da província de Guadalaxara, mas também pela de Cuenca e Madrid. Sua principais atrações são a sua fauna e flora, é também conhecida por seu mel e uma raça especial de cordeiro.